# Pycreus chrysanthus
Pycreus chrysanthus är en halvgräsart som först beskrevs av Johann Otto Boeckeler, och fick sitt nu gällande namn av Charles Baron Clarke. Pycreus chrysanthus ingår i släktet Pycreus och familjen halvgräs. Inga underarter finns listade i Catalogue of Life.